# (38811) 2000 RW71
2000 RW71 (asteroide 38811) é um asteroide da cintura principal. Possui uma excentricidade de 0.25049850 e uma inclinação de 13.03584º.
Este asteroide foi descoberto no dia 2 de setembro de 2000 por LINEAR em Socorro.